# 交響曲第39番 (ハイドン)
交響曲第39番 ト短調 Hob. I:39 は、フランツ・ヨーゼフ・ハイドンが1760年代後半に作曲した交響曲。正確な作曲年代は議論が分かれる。また、日本では滅多に呼ばれることはないが、ごく稀に『海の嵐』（イタリア語: Tempesta di mare）という愛称で呼ばれる場合もある。

## 概要
この交響曲には自筆原稿が残っておらず、作曲年代は学者によって意見が分かれる。1770年に書かれた筆写譜が残り、エントヴルフ・カタログでは第2ページに現れる。H.C.ロビンス・ランドンは1768年頃の作曲としたが、これに対して、本曲に4本のホルンが使われていることから、ソーニャ・ゲルラッハやゲオルク・フェーダーらはエステルハージ家に4人のホルン奏者が雇われていた時期から考えて、もっと前の1765年から1766年はじめの作曲とした。大崎滋生は、ホルン4本といっても第31番のように4本のホルンがすべて同じ管長を持ち、それぞれが名人芸を見せる曲と、本作のように短調の曲のために異なる管長を必要とした場合では異なるとして、1765年説を疑問としている。
1768年に作曲されたとすれば、この曲はいわゆるハイドンの「シュトゥルム・ウント・ドラング（疾風怒濤）期」に作曲された、古典派では数少ない短調の交響曲のひとつということになる（この時期には他に第26番、第44番『悲しみ』、第45番『告別』、第49番『受難』、第52番が短調）。1765年説を採れば、ハイドンがまだ副楽長であった時代の作品ということになり、シュトゥルム・ウント・ドラング（疾風怒濤）期以前の作品になるが、この時代にはやや特殊で成立事情に問題のある第34番以外は短調の交響曲は書かれていない。
おそらく本作に影響されて、同年代の作曲家たちによってト短調による一連の熱情的な交響曲が作られ、ヨハン・バプティスト・ヴァンハル（2曲）、ヨハン・クリスティアン・バッハ（作品6-6）、ヴォルフガング・アマデウス・モーツァルト（『交響曲第25番』）によって書かれており、特にヴァンハルとモーツァルトは4本のホルンの使い方でも共通している（ただし、ヴァンハルの作品はハイドンより前に書かれたという説もある）。

## 編成
オーボエ2、ホルン4（B管2、G管2）、第1ヴァイオリン、第2ヴァイオリン、ヴィオラ、低音（チェロ、コントラバス、ファゴット）。

## 曲の構成
全4楽章、演奏時間は約21分。筆写譜の中には、終楽章に『嵐の海』（Il mare turbito）という題が書かれたものがあり、『海の嵐』という愛称はこれに由来すると考えられる。
- 第1楽章 アレグロ・アッサイ
ト短調、4分の4拍子、ソナタ形式。

主題の間に2度の休止が挟まれることで劇的な効果を高めている。同じ動機を基に展開される。展開部は対位法的に絡み合い、更に切迫する。

- 第2楽章 アンダンテ
変ホ長調、8分の3拍子、ソナタ形式。
平行調の下属調を採る調選択は、ハイドンのこの時期の作品には珍しい。弦楽器のみになるが、終結を除いて上2声、下2声がユニゾンとなり、曲は全体としてほとんど2声部で進行する。刻むような運動の中で強弱が対比されている。最後に6小節の短いコーダが続く。

- 第3楽章 メヌエット - トリオ
ト短調 - 変ロ長調、4分の3拍子。
ニ短調とハ短調を経過する主部は、ヴァイオリンとオーボエのユニゾンで淡々と歌われる。トリオは変ロ長調で、オーボエとB管ホルンにより朗々と歌われる。

- 第4楽章 フィナーレ：アレグロ・ディ・モルト
ト短調、4分の4拍子、ソナタ形式。
第1主題は内声部の刻みの上を広い音域のアルペッジョで跳躍する。急速なテンポのまま音階や跳躍など多くの要素が凝縮され、劇的に終わる。